# Iñaki Antón
Iñaki Antón González (Bilbao; 3 de agosto de 1964), también conocido bajo su seudónimo Uoho, es un músico multiinstrumentista, compositor y productor de rock español; conocido principalmente por haber sido guitarrista de las bandas de rock Platero y Tú y Extremoduro.
Otros proyectos notables en los que Iñaki se ha involucrado fue el supergrupo Extrechinato y Tú, la banda Inconscientes y su actual etapa como vocalista principal. También es ampliamente conocido por haber ejercido labores de producción tanto en sus propios proyectos como en obras ajenas.
En el año 2000 creó su propio estudio de grabación bajo el nombre «La Casa de Iñaki» por el que pasaron multitud de artistas. En 2006, llegó a crear un sello discográfico llamado Muxik junto a Roberto Iniesta con el que dieron soporte durante unos pocos años a bandas que aún no tenían trayectoria. En 2011 se creó Muxikon, un estudio destinado a sustituir a «La Casa de Iñaki» quedando esta última principalmente para ensayos.

## Biografía

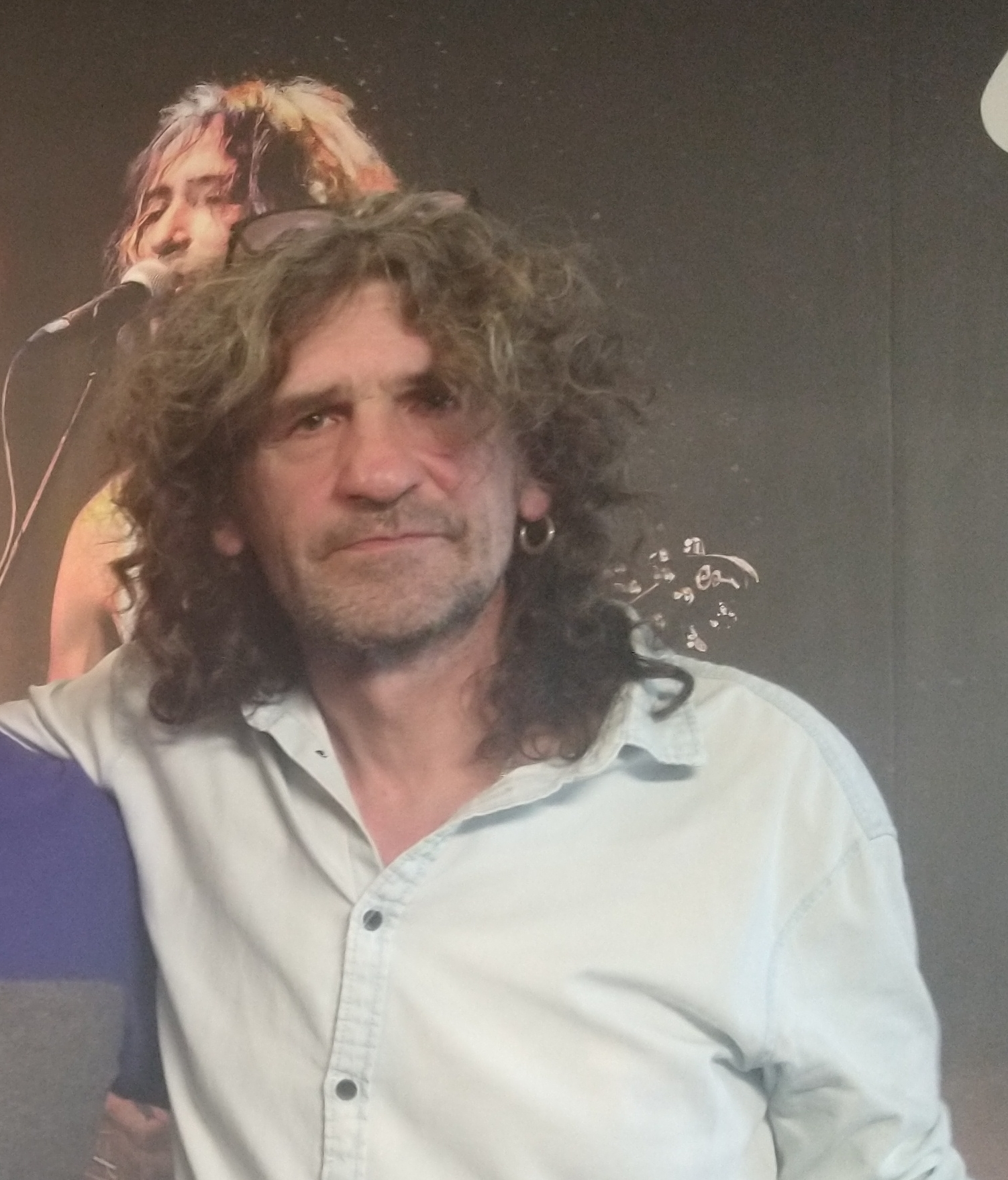
"Uoho" en diciembre de 2019.

Vivió en su juventud en el barrio de Zabala de Bilbao, donde conoció a los que serían sus compañeros en la banda Platero y Tú, por la que saltaría a la fama. Empezó con la música clásica estudiando piano. A los 14 o 15 años escuchaba bandas como Status Quo o Deep Purple y con 17 o 18 años, empezó a aprender guitarra de forma autodidacta.
Empezó tocando con un grupo llamado Ke junto a Juantxu Olano con el que grabó una maqueta de cuatro temas. Fue en 1989 cuando se formó Platero y Tú junto a Fito, Juantxu y Jesús; la cual duró hasta 2001. Desde 1996 es también integrante del grupo Extremoduro. En 2001, año de la separación de Platero y Tú, Adolfo Cabrales, Roberto Iniesta e Iñaki Antón graban Poesía básica, único álbum del proyecto Extrechinato y Tú, destinado a promocionar la figura de Manolo Chinato, poeta amigo de Robe que ya había colaborado con los propios Extremoduro y cuyos versos componen la práctica totalidad de las letras del disco, a excepción de "Rojitas la orejas", "Abrazado a la tristeza" y "Si el cielo está gris", que son obra de Adolfo Cabrales.
En 2006, y ante el parón compositivo de Extremoduro, Uoho inicia el grupo Inconscientes junto a Miguel Colino al bajo y José Ignacio Cantera a la batería; a ellos se une Jon Calvo, vocalista y guitarrista de Memoria de Pez, uno de los grupos de la plantilla de Muxik.
Aparte de la guitarra, toca también el trombón (en el último corte del primer álbum de Fito & Fitipaldis, llamado "El funeral" o en la canción "Little Joe", de Afónicos Perdidos, por ejemplo), el piano (en el tema "Al cantar" de Platero y Tú, Uoho siempre tocaba este instrumento en directo) y el bajo (en el disco Poesía básica de Extrechinato y Tú, grabó todas las líneas de bajo además de las que le correspondían como guitarrista), instrumento que tocaba inicialmente en Platero y Tú hasta definirse como guitarrista.
Actualmente reside en Múgica, localidad donde, junto a Roberto Iniesta (guitarra y voz de Extremoduro) creó en 2006 la discográfica Muxik. Como productor, además de en casi todos los discos que ha grabado como músico, ha trabajado para bandas como Fito & Fitipaldis, Marea, Despistaos, La Gripe o Memoria de Pez. Gran parte de estos discos han sido grabados en La casa de Iñaki, un estudio de grabación de su propiedad, construido en un viejo caserío.
En agosto de 2021, tras varias polémicas acerca de su Gira de despedida, se produce la separación del grupo Extremoduro, al que perteneció desde 1996.
A principios de abril de 2022, lanza el primer single de su nuevo proyecto como vocalista, con exmiembros de la banda extremeña, Miguel colino y José Ignacio Cantera; además del teclista Aiert Erkoreka. Un conjunto de álbumes llamados Interpretaciones y divididos en actos, de los cuales, el primero fue lanzado el 26 de abril, donde versiona varios éxitos de su carrera tanto con Platero y Tú, Extremoduro e Inconscientes. El primer sencillo es un clásico del álbum Burrock'n roll, "¿Cómo has perdido tú?". Con su nuevo proyecto se confirmó como artista invitado del concierto ofrecido por Guns N' Roses en Sevilla el 7 de junio de 2022.

## Equipamiento

### Guitarras
Uoho se ha mantenido durante toda su carrera profesional en la misma línea de sonido en cuanto a la guitarra eléctrica, usando casi siempre modelos de Gibson o basados en estos. La primera guitarra con la que grabó y tocó en Platero y Tú fue una Gibson SG roja muy customizada con un puente flotante y tres pastillas humbucker que continuó tocando durante unos quince años hasta la gira de Yo, minoría absoluta en 2002. Sobre esta marca, Iñaki ha dicho :

"Yo siempre he preferido la madera más resonante de Gibson, su mástil encolado y sus pastillas dobles. Tenían ese sonido mas denso al que sigo enganchado. Empecé con una SG de segunda mano en tiempos en que no se apreciaban mucho esas guitarras. Ahora tengo unas 40 ó 50 guitarras y la mayoría son Gibson. Incluso se asemejan a ellas las que ahora me hace un luthier a medida. Tengo varias Les Paul y SG, una 335 Lucille, otra ES 345".

Uoho adquirió su 335 Lucille hacia 1993 cuando Platero comenzaban a despegar y la ha seguido usando con Extremoduro también hasta la gira de 2002. Hacia 1995, Iñaki conoce a Carlos Sabrafén, un luthier que tenía un taller en Madrid cercano a los Estudios Box donde Extremoduro grababa Agila y a quien compró una primera guitarra tipo Telecaster con humbuckers y tapa de arce. Esta guitarra se puede observar en los vídeos de A pelo. A partir de ahí, Uoho comenzó a utilizar más y más los instrumentos fabricados por Sabrafén, teniendo actualmente de uso casi exclusivo tres guitarras tipo SG de este luthier. Las tres tienen un acabado en madera natural y diapasón de arce; la primera tiene puente flotante, otra tiene puente fijo y cuerdas a través de cuerpo y la última puente fijo y cordal tipo archtop. Entre otras que ha utilizado podemos contar varias Gibson diferentes incluyendo Les Pauls, una Gibson Explorer, SG Custom, 335 Studio y archtop, una PRS y una Guild Starfire blanca. También fue propietario de la Fender Stratocaster predilecta de Fito antes de que éste la sumase a su arsenal.

### Amplificadores
Al igual que con las guitarras, Uoho siempre ha seguido el sonido clásico rockero en materia de amplificadores. Desde los principios de Platero y Tú su Gibson sonaba a través de un combo Marshall que más adelante sustituyó por cabezal y pantallas de la misma marca. Durante la gira de 7 las cuatro pantallas 4x12 de Marshall fueron sustituidas por Mesa Boogie, firma que Iñaki continuó usando durante su periodo en Extremoduro combinadas con grandes cabezales. Con Inconscientes lleva una configuración más moderada que la que se hace necesaria para las multitudinarias actuaciones de Extremoduro; un cabezal Marshall de menor potencia y solo una o dos pantallas.

## Carrera musical
| Álbum               | Álbum | Álbum                                                       | Álbum                 | Álbum                                                                                         | Papel de Uoho               | Papel de Uoho                                       | Papel de Uoho                             | Papel de Uoho                         | Papel de Uoho                                              | Referencias          |
| Banda               | Año   | Título                                                      | Compañía              | Notas                                                                                         | Productor                   | Compositor                                          | Guitarrista                               | Voz                                   | Otros instrumentos                                         | Referencias          |
| ------------------- | ----- | ----------------------------------------------------------- | --------------------- | --------------------------------------------------------------------------------------------- | --------------------------- | --------------------------------------------------- | ----------------------------------------- | ------------------------------------- | ---------------------------------------------------------- | -------------------- |
| Platero y Tú        | 1990  | Burrock'n roll                                              | Arion / DRO           | Maqueta. Remasterizada y recortada por DRO en 1992                                            |                             | ✓                                                   | ✓                                         | Coros                                 | Teclados                                                   | [ 7 ] [ 8 ] [ 9 ]    |
| Platero y Tú        | 1991  | Voy a acabar borracho                                       | Welcome / DRO         | Relanzado en CD por DRO en 1996                                                               |                             | ✓                                                   | ✓                                         | Coros                                 | Teclados                                                   | [ 10 ]               |
| Platero y Tú        | 1992  | Muy deficiente                                              | DRO                   |                                                                                               |                             | ✓                                                   | ✓                                         | Coros                                 | Teclados                                                   | [ 11 ]               |
| Platero y Tú        | 1993  | Vamos tirando                                               | DRO                   |                                                                                               |                             | ✓                                                   | ✓                                         | Coros                                 | Teclados                                                   | [ 12 ]               |
| Platero y Tú        | 1994  | Hay poco rock & roll                                        | DRO                   |                                                                                               |                             | ✓                                                   | ✓                                         | Coros                                 | Teclados en Si la tocas otra vez y Bebiendo del mismo vaso | [ 13 ]               |
| Platero y Tú        | 1996  | A pelo                                                      | DRO                   | En directo                                                                                    |                             | ✓                                                   | ✓                                         | Coros                                 |                                                            | [ 14 ]               |
| Platero y Tú        | 1997  | 7                                                           | DRO                   |                                                                                               | ✓ (con Fito)                | ✓                                                   | ✓                                         | Coros                                 | Teclados y bajo                                            | [ 15 ] [ 16 ]        |
| Platero y Tú        | 2000  | Correos                                                     | DRO                   |                                                                                               | ✓                           | ✓                                                   | ✓                                         | Coros                                 | Teclados                                                   | [ 17 ]               |
| Platero y Tú        | 2002  | Hay mucho rock'n roll - Volumen I                           | DRO                   | Recopilatorio. Remasterizado y parcialmente regrabado                                         | ✓                           | ✓                                                   | ✓                                         | Coros                                 | Teclados                                                   | [ 18 ]               |
| Platero y Tú        | 2005  | Hay mucho rock'n roll - Volumen II                          | DRO                   | Recopilatorio. Remasterizado y parcialmente regrabado                                         | ✓                           | ✓                                                   | ✓                                         | Coros                                 | Teclados                                                   | [ 19 ]               |
| Extremoduro         | 1993  | ¿Dónde están mis amigos?                                    | DRO                   |                                                                                               |                             |                                                     | En Los tengo todos                        |                                       |                                                            | [ 20 ]               |
| Extremoduro         | 1994  | Rock transgresivo                                           | DRO                   |                                                                                               | ✓                           |                                                     | ✓                                         |                                       | Teclados                                                   | [ 21 ]               |
| Extremoduro         | 1995  | Pedrá                                                       | DRO                   |                                                                                               |                             |                                                     | ✓                                         |                                       | Teclados, percusión, trombón de varas                      | [ 22 ]               |
| Extremoduro         | 1996  | Agila                                                       | DRO                   |                                                                                               | ✓                           |                                                     | ✓                                         |                                       | Teclados, percusiones, piano, hammond, bajo y efectos      | [ 23 ]               |
| Extremoduro         | 1997  | Iros todos a tomar por culo                                 | DRO                   | En directo                                                                                    | ✓                           |                                                     | ✓                                         |                                       |                                                            | [ 24 ]               |
| Extremoduro         | 1998  | Canciones prohibidas                                        | DRO                   |                                                                                               | ✓                           | ✓                                                   | ✓                                         | Coros                                 | Bajo, piano, órgano, trombón, percusiones                  | [ 25 ]               |
| Extremoduro         | 2002  | Yo, minoría absoluta                                        | DRO                   |                                                                                               | ✓                           | ✓                                                   | ✓                                         |                                       | Teclados                                                   | [ 26 ]               |
| Extremoduro         | 2004  | Grandes éxitos y fracasos (Episodio primero)                | DRO                   | Recopilatorio. Remasterizado y parcialmente regrabado                                         | ✓                           | En Golfa, La vereda de la puerta de atrás y A fuego | ✓                                         | Coros                                 | Bajo en Extremaydura y órgano                              | [ 27 ]               |
| Extremoduro         | 2004  | Gira 2002                                                   | DRO                   | Videoálbum                                                                                    | ✓                           | ✓ (parcialmente)                                    | ✓                                         | Coros                                 | Trombón de varas en Menamoro                               | [ 28 ]               |
| Extremoduro         | 2004  | Grandes éxitos y fracasos (Episodio segundo)                | DRO                   | Recopilatorio. Remasterizado y parcialmente regrabado                                         | ✓                           | En Salir, Puta y Standby                            | ✓                                         | Coros                                 | Órgano, teclados, efectos                                  | [ 29 ]               |
| Extremoduro         | 2008  | La ley innata                                               | Warner Music          |                                                                                               | ✓                           | ✓                                                   | ✓                                         | Coros                                 | Piano y órgano                                             | [ 30 ]               |
| Extremoduro         | 2011  | Material defectuoso                                         | Warner Music          |                                                                                               | ✓                           | ✓                                                   | ✓                                         | Coros                                 | Bajo, órgano, piano y trombón                              | [ 31 ]               |
| Extremoduro         | 2013  | Para todos los públicos                                     | Warner Music          |                                                                                               | ✓                           | ✓                                                   | ✓                                         | Coros                                 | Piano, teclados y órgano                                   | [ 32 ]               |
| Extrechinato y Tú   | 2001  | Poesía básica                                               | DRO                   |                                                                                               | ✓ (toda la banda)           | ✓                                                   | ✓                                         |                                       | Bajo, órgano, teclados y piano                             | [ 33 ] [ 34 ]        |
| Inconscientes       | 2007  | La Inconsciencia de Uoho                                    | Muxik                 |                                                                                               | ✓                           | ✓                                                   | ✓                                         | Coros                                 | Órgano                                                     | [ 35 ] [ 36 ] [ 37 ] |
| Inconscientes       | 2016  | Quimeras y otras realidades                                 | El Dromedario Records |                                                                                               | ✓                           | ✓                                                   | ✓                                         | Coros                                 | Teclados y trombón                                         | [ 39 ] [ 40 ]        |
| Inconscientes       | 2017  | Directo en la Penélope                                      | El Dromedario Records | En directo                                                                                    | ✓                           | ✓                                                   | ✓                                         | Coros                                 |                                                            | [ 41 ] [ 42 ]        |
| Inconscientes       | 2018  | No somos viento                                             | El Dromedario Records |                                                                                               | ✓                           | ✓                                                   | ✓                                         | Coros                                 | Bajo en Entre otras vidas y órgano                         | [ 43 ]               |
| Uoho                | 2022  | Interpretaciones - Acto 1                                   | N/A                   | Recopilatorio de versiones regrabadas                                                         | ✓                           | ✓                                                   | ✓                                         | Vocalista principal                   |                                                            | [ 44 ]               |
| Uoho                | 2022  | Interpretaciones - Acto 2                                   | N/A                   | Recopilatorio de versiones regrabadas                                                         | ✓                           | ✓                                                   | ✓                                         | Vocalista principal                   |                                                            | [ 45 ]               |
| Uoho                | 2022  | UOHO en concierto con la Orquesta Sinfónica de Gran Canaria | N/A                   | Parcialmente en directo. Actuaciones grabadas el 20 de abril de 2019 y más contenido añadido. | ✓                           |                                                     | ✓                                         |                                       |                                                            | [ 48 ]               |
| Otros trabajos      |       |                                                             |                       |                                                                                               |                             |                                                     |                                           |                                       |                                                            |                      |
| Banda               | Año   | Título                                                      | Compañía              | Notas                                                                                         | Productor                   | Compositor                                          | Guitarrista                               | Voz                                   | Otros instrumentos                                         | Referencias          |
| The Flying Rebollos | 1992  | Me vi a matá                                                | DDT Banaketak         | Maqueta                                                                                       | ✓ (con The Flying Rebollos) |                                                     | En Modesta                                |                                       | Teclas en Lola, Modesta y Blues for one rebollo            | [ 49 ]               |
| The Flying Rebollos | 1997  | ¡Esto huele a pasta!                                        | DRO                   |                                                                                               | ✓                           |                                                     |                                           |                                       |                                                            | [ 50 ]               |
| Fito & Fitipaldis   | 1998  | A puerta cerrada                                            | DRO                   |                                                                                               | ✓ (con Fito)                |                                                     | En Trozos de cristal                      |                                       | Trombón en El funeral                                      | [ 51 ]               |
| Fito & Fitipaldis   | 2001  | Los sueños locos                                            | DRO                   |                                                                                               | ✓                           |                                                     | En Al mar y A la luna se le ve el ombligo |                                       | Órgano Hammond y bajo en Ni negro ni blanco                | [ 52 ]               |
| Fito & Fitipaldis   | 2003  | Lo más lejos a tu lado                                      | DRO                   |                                                                                               | ✓                           |                                                     | En Feo                                    |                                       | Trombón en Corazón oxidado                                 | [ 53 ]               |
| Fito & Fitipaldis   | 2004  | Vivo... para contarlo                                       | DRO                   | En directo                                                                                    | ✓                           |                                                     |                                           |                                       |                                                            | [ 54 ] [ 55 ]        |
| Marea               | 2002  | Besos de perro                                              | DRO                   |                                                                                               | ✓                           |                                                     |                                           |                                       | Órgano Hammond en El rastro                                | [ 56 ]               |
| Malsujeto           | 2003  | En peligro de extinción                                     | N/A                   | Grabado como Chorra 'n Rock                                                                   | ✓ (con Chorra 'n Rock)      |                                                     | En Chorra 'n Rock                         |                                       | Órgano Hammond en Soy rebelde                              | [ 57 ] [ 58 ]        |
| Malsujeto           | 2005  | Animal salvaje                                              | Producciones Malditas |                                                                                               | ✓ (con Malsujeto)           |                                                     | Colaboración                              |                                       |                                                            | [ 59 ] [ 60 ]        |
| Malsujeto           | 2009  | Fuera de control                                            | Maldito Digital       |                                                                                               | ✓                           |                                                     | Colaboración                              |                                       |                                                            | [ 61 ] [ 62 ]        |
| La Gripe            | 2004  | Empapado en sudor                                           | DRO                   |                                                                                               | ✓                           |                                                     |                                           |                                       |                                                            | [ 63 ]               |
| Despistaos          | 2006  | Lejos                                                       | WEA                   |                                                                                               | ✓ (con Alejo Stivel)        |                                                     | En Mi problema                            |                                       | Órgano Hammond en Mi problema                              | [ 64 ] [ 65 ]        |
| Doctor Deseo        | 2008  | Sexo, ternura y misterio                                    | Muxik                 |                                                                                               | ✓                           |                                                     |                                           |                                       |                                                            | [ 66 ]               |
| Memoria de Pez      | 2008  | En el mar de los sueños                                     | Muxik                 |                                                                                               | ✓                           |                                                     |                                           |                                       |                                                            | [ 67 ]               |
| Forraje             | 2009  | Retales de vino y luna                                      | Locomotive Records    |                                                                                               | ✓                           |                                                     |                                           |                                       |                                                            | [ 68 ] [ 69 ] [ 70 ] |
| James Room          | 2020  | Bulletman                                                   | N/A                   | Sencillos                                                                                     | ✓                           |                                                     |                                           |                                       |                                                            | [ 71 ]               |
| James Room          | 2020  | Chocolate Jesus                                             | N/A                   | Sencillos                                                                                     | ✓                           |                                                     |                                           |                                       |                                                            | [ 71 ]               |
| James Room          | 2020  | Comin' down                                                 | N/A                   | Sencillos                                                                                     | ✓                           |                                                     |                                           |                                       |                                                            | [ 71 ]               |
| Tacoma              | 2021  | Aquí y ahora                                                | N/A                   |                                                                                               | ✓ (con Tacoma)              |                                                     | En Bicho raro                             |                                       |                                                            | [ 72 ] [ 73 ]        |
| Colaboraciones      |       |                                                             |                       |                                                                                               |                             |                                                     |                                           |                                       |                                                            |                      |
| Banda               | Año   | Título                                                      | Compañía              | Notas                                                                                         | Productor                   | Compositor                                          | Guitarrista                               | Voz                                   | Otros instrumentos                                         | Referencias          |
| The Flying Rebollos | 1993  | Verano de perros                                            | GOR                   |                                                                                               |                             |                                                     | En Modesta                                | Coros en Modesta                      |                                                            | [ 74 ]               |
| Su Ta Gar           | 1996  | Sentimenak jarraituz                                        | Esan Ozenki           |                                                                                               |                             |                                                     |                                           |                                       | Trombón en Errepide hontan galdurik                        | [ 75 ]               |
| Varios Artistas     | 1997  | ¡Mucho Tequila!                                             | GASA                  | Colaboración de Extremoduro y Platero y Tú en álbum homenaje a Tequila                        | En Y yo qué sé              |                                                     | En Y yo qué sé                            | Coros en Y yo qué sé                  |                                                            | [ 76 ]               |
| Varios Artistas     | 1997  | Agradecidos... Rosendo                                      | RCA                   | Con Extremoduro en álbum homenaje a Rosendo                                                   |                             |                                                     | En Crucifixión                            |                                       |                                                            | [ 77 ]               |
| Gatibu              | 2002  | Zoramena                                                    | Oihuka                |                                                                                               | [ n. 53 ]                   |                                                     |                                           | Coros                                 | Órgano                                                     | [ 78 ] [ 79 ]        |
| Gatibu              | 2005  | Disko infernu                                               | Oihuka                |                                                                                               | [ n. 54 ]                   |                                                     | Colaboración                              |                                       |                                                            | [ 80 ] [ 81 ]        |
| Gatibu              | 2008  | Laino guztien gainetik, aasi guztien azpitik                | Baga-Biga             |                                                                                               | [ n. 55 ]                   |                                                     |                                           |                                       |                                                            | [ 82 ]               |
| Gatibu              | 2010  | Zuzenean bizitzeko gogoa                                    | Baga-Biga             | En directo                                                                                    | [ n. 56 ]                   |                                                     |                                           |                                       |                                                            | [ 83 ]               |
| Afónicos Perdidos   | 2004  | Sin dar marcha atrás                                        | Xtrañas Producciones  |                                                                                               | [ n. 57 ]                   |                                                     |                                           |                                       | Trombones en Little Joe                                    | [ 84 ] [ 85 ]        |
| Marea               | 2007  | Coces al aire: 1997-2007                                    | DRO                   | En directo, grabado en 2002                                                                   |                             |                                                     | En En tu agujero                          |                                       |                                                            | [ 86 ]               |
| Varios Artistas     | 2010  | Bajo la corteza                                             | Manitú Records / EMI  | Con Extremoduro en álbum homenaje a Leño                                                      |                             |                                                     | En El tren                                |                                       |                                                            | [ 87 ]               |
| Chuchín Ibáñez      | 2012  | ¡¡Salud Compadres!!                                         | Ferminmusic           |                                                                                               |                             |                                                     | En Ella era él                            |                                       |                                                            | [ 88 ]               |
| Varios Artistas     | 2014  | Athletic gu gara                                            | 5GORA                 | Disco benéfico para la Fundación Saiatu                                                       |                             |                                                     | En Hey Hoss                               |                                       |                                                            | [ 89 ] [ 90 ]        |
| Ciclonautas         | 2014  | ¿Qué tal?                                                   | El Dromedario Records |                                                                                               |                             |                                                     | En Kamikaze del nido                      |                                       |                                                            | [ 91 ]               |
| Ciclonautas         | 2015  | Bienvenidos los muertos                                     | El Dromedario Records |                                                                                               |                             |                                                     |                                           |                                       | Órgano en Mordieron luna (hasta rabiar)                    | [ 92 ]               |
| Kutxi Romero        | 2016  | No soy de nadie                                             | N/A                   |                                                                                               |                             |                                                     | En No me beses en la boca                 |                                       |                                                            | [ 93 ]               |
| Varios Artistas     | 2022  | Boni. Nada más                                              | Warner Music          | Álbum homenaje a Boni                                                                         |                             |                                                     | En Ya nos veremos                         | Vocalista principal en Ya nos veremos |                                                            |                      |